# Tabernas
|  | Per a altres significats, vegeu «desert de Tabernas». |

Tabernas és una localitat de la província d'Almeria. L'any 2005 tenia 3.410 habitants. La seva extensió superficial és de 281 km² i té una densitat de 12,1 hab/km². Les seves coordenades geogràfiques són 37° 03′ N, 2° 23′ O. És a una altitud de 400 metres i a 29 quilòmetres de la capital de la província, Almeria. El seu desert és conegut internacionalment per haver estat escenari de coneguts spaghetti westerns com Per qualche dollaro in più o Il buono, il brutto, il cattivo, de Sergio Leone.
| Evolució demogràfica de Tabernas |       |       |       |       |       |       |       |       |       |       |
| Any                              | 1996  | 1998  | 1999  | 2000  | 2001  | 2002  | 2003  | 2004  | 2005  | 2006  |
| Habitants                        | 3.457 | 3.241 | 3.241 | 3.210 | 3.204 | 3.217 | 3.110 | 3.180 | 3.410 | 3.494 |